# Weißkamm
Weißkamm er en bjergkam i bjergkæde Ötztal Alperne i Østrig med bjergene Wildspitze (3.774 moh) og Weißkugel (3.739), som er Østrigs andet- og tredjestørste bjerg efter Großglockner. Fra Weißkugel strækker Wißkamm sig omkring 20 kilometer mod nordøst fra Sölden.
De to store gletsjere Gepatschferner og Mittelbergferner, som er de største gletsjerarealer i Öztal Alperne, ligger i Weißkamm. Med den øvrige gletsjere Kesselwandferner, Vernagtferner og Taschachferner udgør de et næste samlet isdække, som gør Öztaler Alperne til det største gletsjerareal i Østrig.